# Storena nepalensis
Storena nepalensis là một loài nhện trong họ Zodariidae.
Loài này thuộc chi Storena. Storena nepalensis được Hirotsugu Ono miêu tả năm 1983.